# Wii Sensor Bar

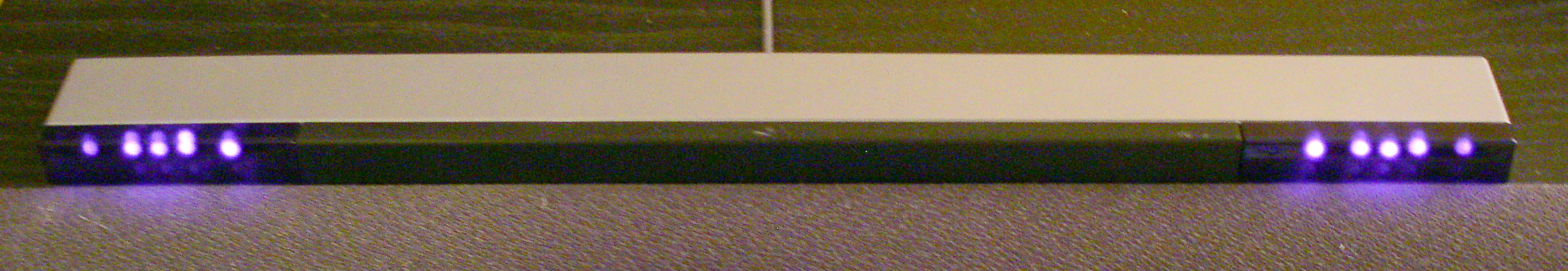
Bild på en Sensor Bar

Wii Sensor Bar är ett tillbehör som används tillsammans med konsolerna Wii och Wii U från Nintendo. Tillbehöret består av en ca 20 cm långt, delvis genomskinligt skal av plast som innehåller ett antal infraröda lysdioder. Tillbehöret placeras ovanför eller under samma skärm som konsolen är kopplad till och gör det möjligt att avgöra var Wii-handkontrollen pekar när den riktas mot skärmen.
Trots sitt namn är Wii Sensor Bar ingen sensor i den mening att den på något som helst sätt tar emot några signaler från handkontrollerna. Den innehåller ett antal infraröda ljusdioder som är vända mot spelaren och därmed kan avläsas med den inbyggda sensorn i handkontrollen. Handkontrollen avgör sedan sin position i förhållande till dessa ljuskällor med hjälp av triangulering. Kommunikationen från handkontrollen tillbaka till konsolen sker med hjälp av BlueTooth.